# Oskarströms IF
Oskarströms IF var en fotbollssklubb från Oskarström. Klubben grundades 1911 och har spelat en säsong i Sveriges näst högsta division i fotboll 1938/39.  Klubben gick år 1957 upp i den nystartade föreningen Oskarströms IS efter en sammanslagning med IS Hallandia. 